# 松本慎一
松本 慎一（まつもと しんいち、1901年11月8日 - 1947年11月26日）は、日本の著述家・社会運動家。岩波文庫版『フランクリン自伝』の翻訳、尾崎秀実の獄中書簡集『愛情はふる星のごとく』の編集で知られる。政治学者・松本礼二の父。

## 来歴

### 生い立ち
愛媛県出身。愛媛県宇和島中学校を卒業し、1919年に（旧制）第一高等学校に入学、寮で同室だった尾崎秀実や同期の古在由重らと親交を結ぶ。1922年に卒業し、東京帝国大学法学部に入学。

### 戦前期の活動
1926年に東京帝大法学部法律学科を卒業し、三省堂に勤務し英和辞典の編纂に従事。この時期にマルクス主義・共産主義への思想的傾斜を強め、1931年6月にコミンテルンの東アジア方面連絡員が上海で検挙されたヌーラン事件に関連して検挙されるも、嫌疑不十分としてほどなくして釈放された。
その後、1932年に日本共産党に入党し非合法活動を開始。1934年2月には再度検挙され、2年近く未決のまま収監されたのち執行猶予付きの有罪判決を受け、転向を表明して出獄。その後は三省堂時代に知遇を得た吉野源三郎の紹介により、岩波文庫版『フランクリン自伝』の訳業に従事（1937年刊行）。その一方、尾﨑秀実の紹介を通じて「京浜労働者グループ」の学習会に古在由重とともにチューターとして参加するが、この活動によって1938年10月に三度目の検挙を受け、前回と同様に2年近くの未決期間を経て執行猶予付きの有罪判決を受け、再度の転向表明を経て出獄した。
戦時期の1943年には著名な中国評論家・橘樸の名義を借りて岩波新書『中華民国三十年史』を刊行した。

### 戦後の活動と急逝
戦後には雑誌『国際評論』や『世界年鑑』の編集、国際政治に関する評論の執筆、全日本印刷出版労働組合書記長に就任するなど戦前以来の豊富な人脈を活かし精力的に活動した。またゾルゲ事件によって刑死した旧友・尾崎秀実の顕彰にも尽力し、1946年には尾﨑の獄中書簡集『愛情はふる星のごとく』の刊行を実現した。
1947年の第1回参議院議員通常選挙に全国区から共産党公認で立候補したが落選し、同年、過労による急性肺炎で死去。

## 著書
- 『西洋の追放 中華民国の歴史』（育生社弘道閣） 1943
- 『現代世界史の課題』（伊藤書店） 1947
- 『フランクリン』（日本図書） 1947

### 共編著
- 『世界民主革命年表 対照註解』（田宮滋著、古在由重共監修、芝寛, 佐伯嶺三共編、民主評論社） 1948
- 『偉大なる愛情 尾崎秀実、松本慎一の回想』（堀江邑一, 古在由重共編、育生堂弘道閣） 1949

## 翻訳
- 『フランクリン自伝』（旧版）（岩波文庫） 1937
- 『印度の統一』（ジャワハラル・ネール、育生社弘道閣） 1942
- 『国際投資の諸問題』（王立国際問題調査会編、日本評論社） 1943

## 家族
子の礼二は政治学者・早稲田大学名誉教授で、トクヴィルの政治思想の研究で知られる。

## 参考・関連文献
- 日本人名大事典『松本慎一』 - コトバンク
- 川合貞吉『ゾルゲ事件獄中記』（新人物往来社、1975年） - 松本慎一に関する記述あり
- 『国政選挙総覧：1947-2016』（日外アソシエーツ） 2017 p.539
- 風間道太郎 「松本慎一のこと」 『暗い夜の記念；戦中日暦』（未来社、1981年）、所収
- 松本礼二 「父の友人たち」（上）（下） 『図書』902号（2024年2月）・903号（2024年3月）